# Рока, Висенте Рамон
Висенте Рамон Рока Родригес (исп. Vicente Ramón Roca Rodríguez, 30 декабря 1792 — 20 января 1858) — эквадорский государственный деятель, президент Эквадора (1845—1849).

## Биография
Родился в Гуаякиле (вице-королевство Новая Гранада), его родителями были командант Бернардо Рока-и-Лисерас и Игнасия Родригес-и-Карраскал. Он получил домашнее образование и занимался коммерцией.
В 1836 году Рока стал губернатором провинции Гуаяс. Президентом страны с 1840 года стал Флорес, который после нарушений на выборах 1843 года добился отмены конституции 1835 года, и принятия новой конституции прозванной «Carta de la esclavitud» («невольничья грамота»), позволявшей ему остаться президентом на третий срок, начавшийся 1 апреля 1843 года. В 1845 году Рока стал одним из лидеров мартовской революции, в результате которой Флорес был свергнут. Было создано временное правительство, в которое в качестве представителей Кито, Гуаякиля и Куэнки вошли Ольмедо (занявший пост председателя), Рока и Нобоа. С марта по июнь триумвират вёл борьбу с Флоресом, у которого оставалось много сторонников в стране и который укрылся в своих частных владениях, и в итоге было достигнуто соглашение: Флорес согласился уехать на несколько лет в Европу при условии, что за ним будут сохранены все воинские звания, привилегии и выплаты, а также если ему выдадут при этом 20 тысяч песо (в то время это было эквивалентно миллиону американских долларов).
После этого была созвана Конституционная ассамблея, написавшая новую Конституцию. Ассамблея избрала нового президента, которым стал Рока, получивший 27 голосов из 76 (за Ольмедо проголосовало лишь 13 человек). 8 декабря 1845 года Висенте Рока вступил в должность президента Эквадора.
Рока сумел сформировать компетентный кабинет, который сумел навести порядок в экономике, однако доходы правительства были невелики: много средств уходило на военное строительство, так как уехавший в Европу Флорес стремился вернуться к власти, и в связи с этим постоянно возникали о том, что силы Флореса собираются вторгнуться в Эквадор то при поддержке Колумбии, то при поддержке Испании. В ответ Рока попытался сформировать из соседних южноамериканских стран союз для отпора возможной агрессии из Европы. В Европе Эквадор постарался заручиться поддержкой Великобритании, торговые интересы подданных которой пострадали бы в случае, если бы Испания вновь завоевала Эквадор.
После ухода с поста президента в 1851 году уехал в Перу. По возвращении в Гуаякиль работал в коммерческой компании своего двоюродного брата.